# Eisstock als Jocs Olímpics d'hivern de 1936
Als Jocs Olímpics d'Hivern de 1936 celebrats a la ciutat de Garmisch-Partenkirchen (Alemanya) es disputaren tres proves d'eisstock en categoria masculina, dues en categoria individual i una per equips, com a esport de demostració.
Les proves es realitzaren entre els dies 9 i 10 de febrer de 1936 a les instal·lacions de l'Estadi Olímpic de Garmisch-Partenkirchen.

## Comitès participants
Hi participaren un total de 52 atletes de 3 comitès nacionals diferents.
- Àustria (23)
- Tercer Reich (19)
- Txecoslovàquia (10)

## Resum de medalles
| Prova                   | Or                                                                                                 | Argent                                                                                             | Bronze |
| Individual tir únic     | Georg Edenhauser                                                                                   | Friedrich Mosshammer                                                                               | Ludwig Retzer                                                                                                   |
| Individual tir al blanc | Ignaz Reiterer                                                                                     | August Brunner                                                                                     | Karl Wolfinger                                                                                                  |
| Per equips              | Àustria · Àustria IWilhelm Silbermayr · Anton Ritzl · Otto Ritzl · Wilhelm Pichler · Rudolf Rainer | Alemanya · Alemanya IIIGeorg Redel · Ferdinand Erb · Johann Eibach · Josef Lenz · Alois Dirnberger | Àustria · Àustria IIJosef Hödl-Schlehofer · Johann Mrakitsch · Rudolf Wagner · Friedrich Schieg · Hubert Lögler |

## Medaller
| Posició | País           | Or | Argent | Bronze | Total |
| 1       | Àustria        | 3  | 1      | 1      | 5     |
| 2       | Alemanya       | 0  | 2      | 1      | 3     |
| 3       | Txecoslovàquia | 0  | 0      | 1      | 1     |
|         |                |    |        |        |       |
| Total   | Total          | 3  | 3      | 3      | 9     |

## Resultats

### Tir únic
| Posició | CON            | Atleta                 | Distància |
| ------- | -------------- | ---------------------- | --------- |
| 1       | Àustria        | Georg Edenhauser       | 154,6     |
| 2       | Àustria        | Friedrich Mosshammer   | 145,0     |
| 3       | Alemanya       | Ludwig Retzer          | 144,6     |
| 4       | Alemanya       | Ferdinand Erb          | 140,0     |
| 5       | Àustria        | Anton Schaffernack     | 139,8     |
| 6       | Alemanya       | Max Pfeffer            | 137,6     |
| 7       | Alemanya       | Lorenz Kollmannsberger | 127,6     |
| 8       | Txecoslovàquia | Karl Wolfinger         | 107,0     |
| 9       | Àustria        | August Ischepp         | 102,0     |

### Tir al blanc
| Posició | CON            | Atleta            | Blancs    | Suma |
| ------- | -------------- | ----------------- | --------- | ---- |
| 1       | Àustria        | Ignaz Reiterer    | 1-0-9-0-5 | 15   |
| 2       | Alemanya       | August Brunner    | 0-0-0-0-9 | 9    |
| 3       | Txecoslovàquia | Karl Wolfinger    | 0-0-0-9-0 | 9    |
| 4       | Àustria        | Franz Lawugger    | 0-0-9-0-0 | 9    |
| 5       | Àustria        | Josef Kalkschmid  | 0-9-0-0-0 | 9    |
| 6       | Alemanya       | Hans Moser        | 0-0-0-5-0 | 5    |
| 7       | Àustria        | Josef Marx        | 0-0-3-1-0 | 4    |
| 8       | Alemanya       | Hans Bielmeier    | 0-0-0-3-0 | 3    |
| 9       | Txecoslovàquia | Friedrich Arnhold | 0-0-0-1-0 | 1    |
| 10      | Txecoslovàquia | Hans Großmann     | 0-1-0-0-0 | 1    |

### Per equips
| Posició | CON               | Atletes                                                                             | Jocs    | Punts   | Marcador |
| ------- | ----------------- | ----------------------------------------------------------------------------------- | ------- | ------- | -------- |
| 1       | Àustria I         | Wilhelm Silbermayr Anton Ritzl Otto Ritzl Wilhelm Pichler Rudolf Rainer             | 6:1     | 154:75  | 2,053    |
| 2       | Alemanya III      | Georg Redel Ferdinand Erb Johann Eibach Josef Lenz Alois Dirnberger                 | 3,5:3,5 | 157:86  | 1,825    |
| 3       | Àustria II        | Josef Hödl-Schlehofer Johann Mrakitsch Rudolf Wagner Friedrich Schieg Hubert Lögler | 6:1     | 141:90  | 1,567    |
| 4       | Alemanya II       | Ludwig Holzer Franz-Xaver Bachl Hans Bielmeier Albert Karl Georg Kronfeldner        | 3:4     | 125:100 | 1,250    |
| 5       | Alemanya I        | Wolfgang Röck Jakob Eisch Max Pfeffer Kurt Pfeffer Hermann Fuchs                    | 3,5:3,5 | 95:119  | 0,798    |
| 6       | Àustria III       | Josef Hafner Isidor Waitschacher Josef Kleewein Paul Begrusch Josef Maierbrugger    | 3:4     | 111:142 | 0,782    |
| 7       | Txecoslovàquia I  | Karl Wolfinger Friedrich Brave Friedrich Feistner Friedrich Arnhold                 | 3:4     | 100:135 | 0,741    |
| 8       | Txecoslovàquia II | Hans Bernhardt Rudolf Kopal Hans Großmann Alfred Hein Otto Hanff                    | 0:6     | 62:198  | 0,313    |